# Allostas
Allostas är en feedbackmekanism i homeostasen, organismers strävan att uppnå balans. Vid allostas uppkommer avvikelser från det normala ifråga om t.ex. blodtryck, hormonnivåer och andningsfrekvens, i syfte att anpassa kroppen till en belastning i miljön.
Allostatisk överbelastning innebär att feedbacken bli ohanterlig, vilket kan leda till utmattning och utbrändhet, psykiska besvär som dissociativa störningar och posttraumatisk stress med mera (se stress-sårbarhetsmodellen). Allostatisk belastning är dock normalt och önskvärt så länge som det är tillfälligt och i lagom nivå, och anpassar kroppen till vardagliga påfrestningar, samt om personen får chans till återhämtning. Vid mer långvarig stress kan avvikelserna från normalnivåerna bli permanenta, och ge t.ex. högt blodtryck, takykardi, samt förändringar i mängden stresshormoner. Vid överbelastning slutar stressystemet att fungera eftersom det blir uttröttat, varvid den fysiologiska responsen och anpassningen till miljön uteblir.
Tryck från allostasen ger inte bara fysiologisk påverkan, utan påverkar också beteende och känsloliv, eftersom stresshormonerna påverkar centrala nervsystemet.